# 模型航空機用のバルサ材

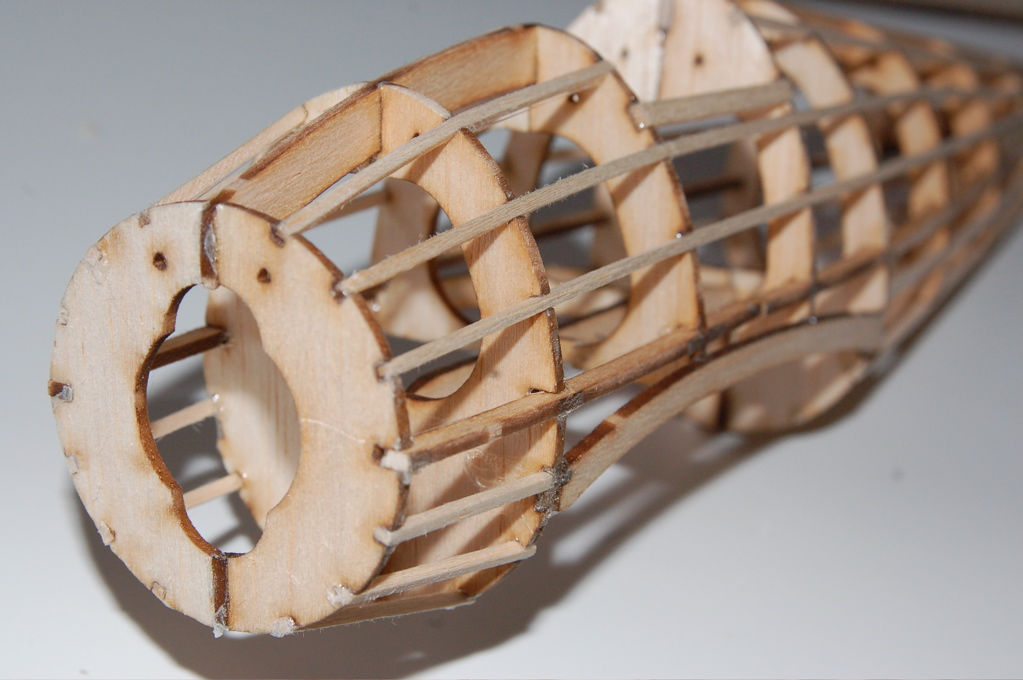
バルサ材で作った模型航空機の骨組み

模型航空機用のバルサ材では、模型航空機に使われるバルサ材について記述する。
実物の航空機、建築、映画セット、浮きなどに利用されるバルサ材は、外形によって寸法や形が定められる充填材・整形材であるが、模型航空機用のバルサ材は構造材として使用され、曲げ・引っ張り・圧縮・ずれなどの負担する荷重に応じた強度によって寸法や形を決定される。

## 概要
バルサ材は、軽くてやわらかい性質を生かした充填材・成型材として、建築、航空機（実機）、映画（セットや小道具）などに使われていたが、1920年代末に模型飛行機の構造材（荷重を負担する骨組み）に応用したところ、非常に好適であった。以来、模型航空機をはじめとする小型の構造物の骨組みに利用されるようになった。
航空機の構造は、軽量で丈夫にするために薄板と細い棒材の組み合わせになる。それに対応するために、模型航空機用バルサ材は定尺の薄板の形で市販されている。その他のバルサ材は、荷重を負担させず、強度を必要とせず、ブロック（塊）状で販売・使用される。市販棒材（角材）もあるが、板材を割って自作する場合が多い。
航空機の構造材は、軽量で丈夫であることが要求される。模型機を製作するバルサ材のユーザーは、密度別に細かく分類し、場所や用途に応じて選別して使い分ける。この使い分けによって、バルサ材だけで模型機全体を製作することが出来る。バルサ以外の木を使う場合は、何種類かを組み合わせなければならない。
一種類の木材で機体全体を作成できれば材料調達と工作が簡便になるが、それには上記の分類と選別が前提となり、その技法が精密に発達した。このようなシステムを持つことも「模型航空用バルサ材」の特徴である。
木材の強度はおおむね密度に比例する。同じ強度を持たせるために、軽いバルサは太い材料を使うが、小さな構造物ではそのほうが扱いやすく、太さの微調整も容易である。太く軽い材料ほど接合面が大きいので、接着力が強い。製材や切削に当たっては、やわらかいので、かみそりの刃やカッターのような小さな刃物でも、大きな部品が加工できる。
このような利点がそろったために、模型機の材料に「バルサ革命」と呼ばれるほど急激に普及し、それに合わせて工作道具や接着剤まで一新した。特性の測定と選別や、加工の技法についても同様である。

## バルサ板材の選別
バルサ材は原木が生えていた場所や、成長時に経過した年月の気候の条件で、密度・強度のばらつきが生じ、市販材1枚の場所ごとにも品質が変動する。従って、切断して加工する場合、どの板の、どの部分を、どの部品に使うか、あらかじめ選別する必要がある。品質のバラツキは欠点ではあるが、選別をすることによって、例えば軽い材質と重い材質のものを、適材適所に使い分けることが出来る。つまり、模型航空機におけるバルサ材は1材で広い用途をカバーできる汎用材である。

### 市販材とその種類
バルサ材は、模型店やDIY店で一定寸法の板材として販売されている。最初の販売国がヤード・ポンド法のアメリカ合衆国やイギリスであったので、輸入品は長さ3フィート( 914㎜ )、幅3インチ( 76㎜) が基準で、厚さも1/32インチ( 0.8mm )、1/16インチ( 1.6㎜ )などインチの分割単位である。日本ではメートル法単位で製材されているが、上記に近い寸法である。
バルサ材は同じ種類でも、重く強いものから軽く弱いものまでさまざまあり、その差は3倍に達する。従って、異種材を使い分けるように用途によって比重を選択する。そのために商品に密度の表示がある場合もある。

### 密度の区分
上記の理由で、ヤード・ポンド法が基準である。次の区分に分けられ、模型機の機種や部分別に、区分呼称または密度数値によって使う材料が指定される。
- ウルトラ・ライト：6ポンド/立方フィート（0.096g/立方cm）未満
- ライト：6～8ポンド/立方フィート（0.096～0.128g/立方cm）
- ライト・メディアム：8～10ポンド/立方フィート（0.128～0.160g/立方cm）
- メディアム：10～12ポンド/立方フィート（0.160～0.192g/立方cm）
- メディアム・ハード：12～14ポンド/立方フィート（0.192～0.224g/立方cm）
- ハード：14～16ポンド/立方フィート（0.224～0.256g/立方cm）

（国産木材の密度g/立方cm：きり0.31、すぎ0.40、ひのき0.42、やまさくら0.67）

### 強度
各種のバルサの強度（剛性、曲げ、圧縮）は、おおむね密度に比例している。つまり、重量あたりの強度数値は、あまり差が無い。スプルースなどの普通の木材（硬木）と比較しても同様である。
とくに重量あたりの剛性では、密度14ポンド/立方フィート（0.224g/立方cm）のハード・バルサ材は硬木類より30％も強く、より軽い材質のバルサも硬木を上回っている。
密度11ポンド/立方フィート（0.176g/立方）cm）のメディアム・バルサ
- 木目方向引っ張り強度は3000ポンド/平方インチ（211kg/平方cm）、
- 曲げ強度は1750ポンド/平方インチ（123kg/平方cm）

## 加工
バルサ材は加工が容易であり、専門工具を必要としない。バルサが導入されてからは従前の硬い木材用の大掛かりな「大工道具」は姿を消した。片刃カミソリや繰り出し式カッターナイフのような、小さくて鋭い刃物で大部分の加工が出来る。そのため「レザーブレード・カーペントリー（razor blade carpentry, カミソリの刃による木工）」という別名がある。現在は能率や仕上がりを向上させるためには、特殊な刃先形状の専門ナイフ、彫刻刀、切り出し、突きのみなどが使われる。仕上げにはサンドペーパーが使われる。
板材より角材や平面材を切り出すときには、カッティング・ボードが必要で、まな板のような平らな木の板が多く使われる。ガラス板の上で切ると、刃先が食い込まないので、形が崩れない。

### 接着
バルサ材はスポンジのように多孔質で、液状の接着剤は吸い込んでしまい、接着面の接着剤が足りなくなる傾向がある。そのため、両方の部品の接着面に接着剤を塗り、離した状態で生乾きにして、接着剤を十分に中に浸み込ませる。それから、もう一度接着面の両面に接着剤を塗り、本式に接着する。2回接着剤をつけるので、「ダブル・セメンティング( double cementing )」、「二重接着法」と呼ぶ。
バルサの密度はヒノキなどの硬い木に比べると約1/4で、同じ強度の角材の太さ（断面積）は4倍になる。接着面も4倍になり、それだけ接着力が強い。
棒材を長く繋ぐ場合、接着面を増やすために両材の端を斜めに削って接合するが、硬木材では1/10くらいの非常に緩やかな傾斜にしなければならない。バルサ材の接着面は4倍になるから、端を斜めに削る角度を急にすることができて工作は楽になる。
また、硬木角材を「T」字型に繋ぐ場合、接着力が不足するので交点内側に三角形の補強材を貼り付けるが、バルサ材ならば省略できる。

### 曲げ
板目の薄いバルサ板は、そのまま、あるいは水・湯・蒸気などを使って、曲げることが出来る。曲げたバルサ板は翼の前縁部の上面に多く使用され、リブ材で補強された1次曲面になるので曲げ強度が大きく、空力上も重要な部分を正確に作れる。
室内機では、非常に薄いバルサ板を、円あるいは涙滴型断面のパイプに加工して胴体に使う。中実の胴体に比べるとはるかに軽い。
野外用の大型機の場合は、1枚の板を単純に丸めただけでは強度が保たないので、互いに逆方向に螺旋状に巻いた2層のパイプを胴体に使う。「ダブルスパイラル( double spiral )」構造といい、金属パイプなどをジグに使用して、曲げ加工を行う。
プロペラブレードも、ブレード下面にあわせたオス型にバルサ薄板を押し当てて、蒸し曲げする方法で作る。